# 波尼克瓦
49°58′52″N 25°7′44″E / 49.98111°N 25.12889°E
波尼克瓦（烏克蘭語：Пониква），是烏克蘭西部的村莊，隸屬利維夫州的佐洛奇夫區。該村始建於1490年，面積1.02平方公里，海拔高度261米，2001年人口489，人口密度每平方公里481.77人。